# Lenguas wogamusin
Las lenguas wogamusin son una pequeña familia de lenguas papúes de dos lenguas claramente emparentadas:
el wogamusin y el chenapian.
Usualmente se considera que esta pequeña familia está relacionada con otras lenguas del Sepik, que se hablan también en el norte de Papúa Nueva Guinea. Malcolm Ross clasifica estas lenguas dentro del subgrupo del Alto Sepik.

## Comparación léxica
Los numerales en diferentes variedades de lenguas wogamusin son:
| GLOSA | wogamusin | Chenapi | PROTO- WOGAMUSIN |
| ----- | --------- | ------- | ---------------- |
| '1'   | red       | sira    |                  |
| '2'   | sus       | sis     | *sɨs             |
| '3'   | sum       | simu    | *sɨmu            |
| '4'   | harsis    | howsis  | *harsis          |
| '5'   |           |         |                  |
| '6'   |           |         |                  |
| '7'   |           |         |                  |
| '8'   |           |         |                  |
| '9'   |           |         |                  |
| '10'  |           |         |                  |